# Pataka

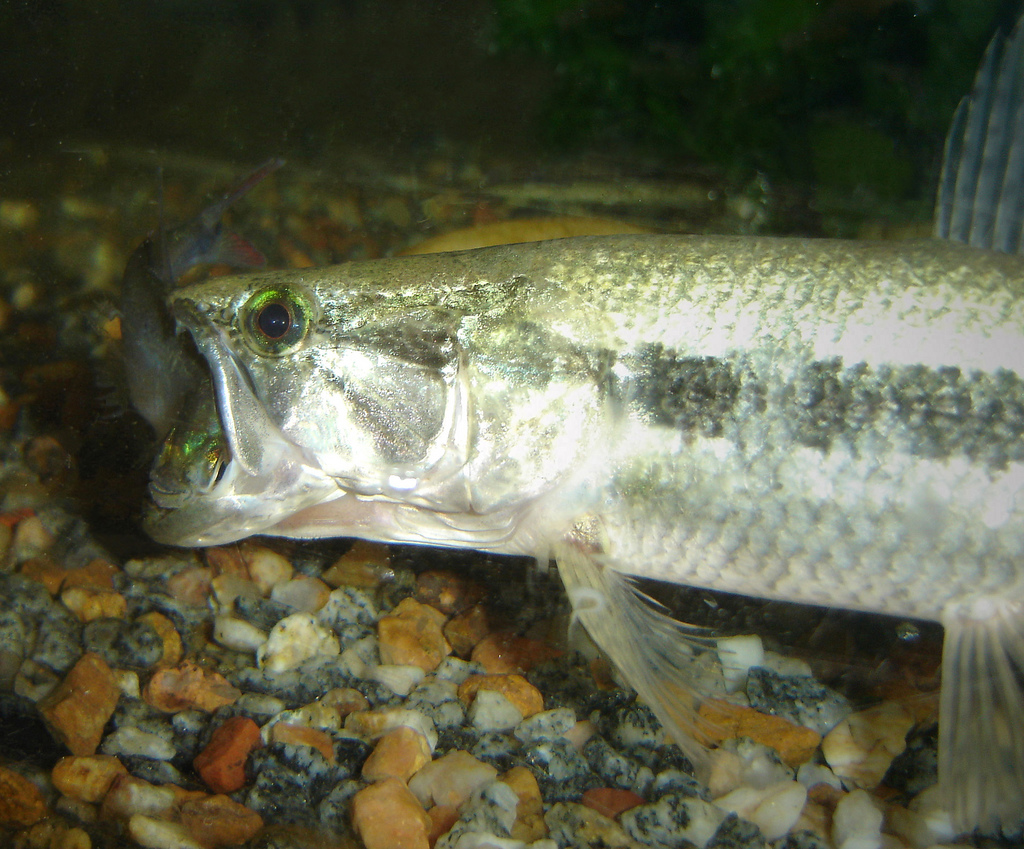
Pataka met prooi

Hoplias malabaricus (in Suriname bekend als Pataka) is een straalvinnige vissensoort uit de familie van de forelzalmen (Erythrinidae). De wetenschappelijke naam van de soort is voor het eerst geldig gepubliceerd in 1794 door Bloch.
De soort is een zoetwatervis en heeft een groot natuurlijk verspreidingsgebied dat zich uitstrekt van Costa Rica en Panama door geheel Colombia, Ecuador, oostelijk Peru, Venezuela, Trinidad, Guyana, Suriname, Frans Guiana, vrijwel geheel Brazilië, delen van Paraguay en Uruguay tot in het noorden van Argentinië. De soort wordt in de oeverzone van het Brokopondostuwmeer aangetroffen.
Het vermoeden bestaat dat H. malabaricus een complex van soorten omvat omdat er zeven karyomorfen geïdentificeerd zijn.
De vis komt in een verscheidenheid van leefgebieden voor: in vrijstromend water tot hoog in de valleien, trage troebele wateren, irrigatie- en afwateringsloten en poelen op de vlaktes. Hij komt vaak voor in water met weinig zuurstof, hoewel het dier geen zuurstof uit de lucht kan halen. De vis verdraagt een zekere mate van brakheid en zelfs aanzienlijke vervuiling. Het dier rust tussen de vegetatie gedurende de dag en wordt 's nachts actief. Het is een echte roofvis die op andere vis jaagt. De jongen voeden zich met insectenlarven, garnalen en andere ongewervelde diertjes. De prooi wordt in zijn geheel ingeslikt. De vis bereikt volwassenheid in 12 maanden. Gepaard wordt er aan het begin van de regentijd in ondiep water bij een temperatuur van zo'n 26°C. Het wijfje legt 2500-3000 eitjes van zo'n 2 mm doorsnee en het mannetje houdt de wacht bij het broedsel.
De vis is niet makkelijk te hanteren met zijn glibberige lichaam, sterke kaken en scherpe tanden. De vis wordt wel gegeten.
Een favoriet prooidier is Gymnotus arapaima en zelf wordt hij belaagd door Metynnis maculatus en Serrasalmus rhombeus.
De soort is eerder in Florida geïntroduceerd, maar de huidige status (2018) is onzeker. Mogelijk is de vis door een ongewoon koude winter weer uitgestorven.

## Bereiden
Bereiding van een Surinaams patakagerecht